# Castillo de Kalávrita
El castillo de Kalávrita (en griego: Κάστρο των Καλαβρύτων), también conocido como castillo de Oriá (en griego: Κάστρο της Ωριάς), se encuentra en una colina al este de la ciudad de Kalávrita, a aproximadamente 1,5 kilómetros del centro. Fue construido durante el periodo de la Francocracia por el primer barón de Kalávrita, Otón de Tournay, poco después del año 1208. Actualmente, sólo se conservan ruinas del castillo.

## Contexto histórico
Tras la conquista de Constantinopla por los cruzados de la cuarta cruzada en 1204, los territorios del entonces Imperio bizantino fueron repartidos entre los cruzados como estados vasallos del Imperio latino. Guillermo de Champlitte ocupó el Peloponeso y fundó el Principado de Acaya, dividiendo la región entre sus caballeros en forma de baronías. La Baronía de Kalávrita fue establecida en 1209 y otorgada a Otón de Tournay (mencionado como Otón de Dourná en la Crónica de Morea). Como la mayoría de los caballeros que recibieron tierras, Otón construyó el castillo de Kalávrita como fortaleza defensiva para proteger la capital de su baronía.

## Topografía del castillo
La colina donde se encuentra está naturalmente fortificada, a unos 1,170 metros de altitud, mientras que la ciudad de Kalávrita se halla a unos 750 metros sobre el nivel del mar. Así, el castillo se alza aproximadamente 400 metros por encima de la ciudad, en la ladera del monte Chelmós. Alrededor del castillo existía una densa red de torres y fortificaciones periféricas, cuyo objetivo era alertar a tiempo de ataques y controlar los pasos cercanos. En la cima hay una meseta de entre 20 y 30 hectáreas, que correspondía al interior del castillo. En las laderas occidentales de la colina se hallan restos tanto de épocas antiguas como medievales.

## Control del castillo
Desde su construcción en torno a 1208, el castillo permaneció bajo el control de la Baronía de Kalávrita, gobernada por Otón de Tournay. Probablemente en 1263, tras la batalla de Pelagonia (1259) y la reconquista de Constantinopla (1261), el castillo pasó a manos bizantinas.
Ciento cuarenta años después, hacia 1400, el castillo fue cedido a los caballeros hospitalarios de Rodas por Teodoro I Paleólogo, entonces déspota de Morea, y permaneció bajo su control hasta 1404. Ese año volvió al dominio bizantino, hasta 1458, cuando el Peloponeso fue conquistado por los otomanos.
En 1459, las tropas de Tomás Paleólogo recuperaron el castillo, pero el control griego fue breve. En 1460, el sultán otomano Mehmed II lo sitió y finalmente lo conquistó, pese a la heroica resistencia del último comandante bizantino, Dóxa, quien murió mártir tras ser capturado y desollado vivo por los turcos.
Entre 1460 y 1715, el castillo pasó alternativamente por manos otomanas y venecianas. Desde 1715 hasta 1821 permaneció bajo control exclusivo del Imperio otomano. Entre 1821 y 1829 siguió el destino de Kalávrita durante la Guerra de Independencia griega. Después de 1829, ya sin valor estratégico, el castillo pasó a formar parte del Estado griego.

## Leyendas del castillo
El nombre "castillo de Oriá" proviene de la leyenda que cuenta que en 1460, Catalina Zaccaria, hija del último príncipe franco de Acaya, Centurión II Zaccaria, y esposa de Tomás Paleólogo, se arrojó desde el castillo y murió para evitar caer en manos de los turcos.

## Hipótesis sobre su uso en la Antigüedad
Algunos estudiosos creen que en el lugar del castillo se encontraba la acrópolis de la antigua ciudad de Cineta. En los cimientos de las murallas se han hallado bloques de piedra antiguos incrustados, y se han encontrado restos de asentamientos que datan incluso de la época prehistórica.